# Singa haddooensis
Singa haddooensis là một loài nhện trong họ Araneidae.
Loài này thuộc chi Singa. Singa haddooensis được Benoy Krishna Tikader miêu tả năm 1977.